# Селџукшах-султанија (ћерка Бајазита II)
Селџукшах-султанија (тур. Selçükşah Sultan) је била ћерка Бајазита II .

## Биографија
Рођена је 1463. године. Била је кћи Булбул-хатун. 
Прво је била удата за Ферхат-бега, намесника Сера, брата требињског кнеза Радивоја, са којим је имала:
- Гази Хусрев-бег (тур. Gazi Hüsrev Bey) (1480-1541),имао је сина Махмуда
- Неслишах-султанија (тур. Neslişah Hanımsultan) (1483–1564), која се удала за Халил-пашу 1510. године (погубљен 1540. године по наређењу султана Сулејмана).

Ферхат-паша је погинуо у Адани 1485. године. Годину дана касније удала се за Мехмед-бега, сина Гедик Ахмед-паше. Њен нови муж је постављен за новог гувернера Сера где је наручио џамију у част свог покојног оца 1492-93. Са њим је имала три ћерке:
- Ханзаде-султанија (тур. Hanzade Hanımsultan), најмлађа кћи султаније Селчукшах, која се удала за сина Илалди султаније Коџи-бега. Из брака су имали сина Ахмед-челебију;
- Хатиџе-султанија (тур. Hatiçe Hanımsultan) (умрла 1546), која се удала за сина Халил-паше 1510. године. Из брака су имали кћи Ханзаде-султанију.;
- Аслихан-султанија (тур. Aslıhan Hanımsultan), која се прво удала за великог везира Јунус-пашу 1502/1505. Из брака су имали сина Мехмед-челебију. Након што је Јунус-паши султан Селим откинуо главу 1517. године, ујак ју је удао већ наредне 1518. године за Дефтердар Мехмед-челебију, који је био гувернер Египта, а касније и Дамаска. Од 21. фебруара 1529. године забележено је да је из овог брака имала ћерку по имену Селџук(тур. Selçük Hanım), која је добила име у сећање на њену мајку.

## Смрт
Крајем петнаестог века забележено је да је Сер био резиденција Селчук султаније.  Тамо је направила вакфију 1508. године. Њен рођени брат шехзаде Ахмед је погубљен 1513. године, а њен супруг је умро 1514. године. Султанија Селџук је 1514. године купила кућу у Бурси и настанила се са мајком. Већ 1515. године јој умире и мајка.
Султанија Селџук је умрла 1519. године. Њена унучад су наредила да се изгради џамија у њено сећање, позната као Зинчирли џамија која је завршена 1590-их.